# Netjerpunesut
Netjerpunesut (auch Netjerpunisut oder Nesutpunetjer) ist der Name eines altägyptischen Beamten und Priesters, der sehr wahrscheinlich unter König (Pharao) Sahure oder König Neferirkare während der frühen 5. Dynastie des  Alten Reiches amtierte.

## Name und Identität
Netjerpunesuts Name ist aus seinen Grabinschriften bezeugt. Er ist für die Ägyptologie von gewisser Bedeutung, da Netjerpunesut in seinem Grab eine kurze Königsliste erwähnt, deren Protagonisten genau zum Wechsel von der 4. zu 5. Dynastie herrschten und somit ein wichtiger Einblick in diesen Zeitraum gewährt wird. Hintergrund ist ein ominöser Herrscher namens Thamphthis, der von dem antiken ägyptischen Historiker Manetho in seinen Aegyptiaca als siebter und letzter Regent der 4. Dynastie beschrieben wird. Da für „Thamphthis“ bislang keinerlei zeitgenössischer Beleg oder Indiz gefunden wurde, wird dessen Existenz kontrovers diskutiert. Sollte Thamphthis wirklich existiert und regiert haben, müsste sein Name in den kurzen Königslisten des Alten Reiches, wie sie Netjerpunesut führte, auftauchen. Er fehlt jedoch in seiner wie in sämtlichen anderen Listen. Daher wird „König Thamphthis“ inzwischen als fiktiv oder als Pseudonym auf Basis einer Fehlüberlieferung angesehen.
Die kurze Königsliste, die Netjerpunesut führt, nennt folgende Herrscher: Djedefre, Chephren, Menkaure, Schepseskaf, Userkaf und Sahure. Netjerpunesut rühmt sich damit, dass er sich „in den Augen“ dieser Könige „hoher Würden“ erfreute.

## Grab
Netjerpunesut wurde in einer Mastaba im Zentralfriedhof von Gizeh bestattet. Die Mastaba hat die Nummer G 8740  (21G5).